# Oxyopes tuberculatus
Oxyopes tuberculatus là một loài nhện trong họ Oxyopidae.
Loài này thuộc chi Oxyopes. Oxyopes tuberculatus được Roger de Lessert miêu tả năm 1915.